# Ryksa Elżbieta
Ryksa Elżbieta (Reiczka Przemysł(aw)ówna, cz. Eliška Rejčka, ur. 1 września 1288 w Poznaniu, zm. 19 października 1335 w Brnie na Morawach) – królowa czeska i polska. Była jedyną córką króla polskiego Przemysła II i Ryksy szwedzkiej (po której otrzymała imię), córki zdetronizowanego władcy skandynawskiego Waldemara. Ryksa Elżbieta jest pierwszą Polką, której znamy dokładną datę urodzin i śmierci.

## Śmierć matki. Zaręczyny Ryksy z Ottonem brandenburskim
Wkrótce po swoich narodzinach (w 1288 r.) została osierocona przez matkę – ukochaną żonę władcy wielkopolskiego. Zgodnie z ówczesnymi zwyczajami Ryksa już w 1291 r., a więc w wieku zaledwie trzech lat została zaręczona z synem margrabiego brandenburskiego Albrechta III, Ottonem.

## Śmierć ojca Przemysła II. Wyjazd wraz z macochą Małgorzatą askańską do Brandenburgii. Śmierć narzeczonego Ottona
Dzieciństwo spędziła w klasztorze cysterek w Owińskach pod czujnym okiem starszej siostry ojca – Anny. Tam też zapewne doszły ją informacje o tragicznych wypadkach zaszłych w Rogoźnie 8 lutego 1296 r., kiedy to – w napadzie inspirowanym przez margrabiów brandenburskich z linii joanickiej dynastii askańskiej (tzw. linii na Stendal) – zginął zamordowany Przemysł II. Śmierć władcy wielkopolskiego całkowicie zmieniła sytuację geopolityczną w tej części Europy – wpłynęła też w oczywisty sposób na dalsze losy młodej osieroconej królewny. Opiekę nad Ryksą przejęła trzecia żona Przemysła II Małgorzata askańska (pochodząca ze sprzymierzonej z władcą wielkopolskim linii ottońskiej, zwanej także linią na Salzwedel), będąca równocześnie siostrą narzeczonego Piastówny. Z nieznanych przyczyn Małgorzata, pomimo zapisanej w Wielkopolsce oprawy wdowiej, wkrótce po śmierci męża zdecydowała się wyjechać do Brandenburgii zabierając ze sobą pasierbicę. Do planowanego małżeństwa ostatecznie nie doszło z powodu niespodziewanej śmierci narzeczonego 11 marca 1298 lub 1299.

## Zaręczyny z Wacławem II
Śmierć Ottona brandenburskiego na nowo skomplikowała sytuację Ryksy, zwłaszcza że jako córka ostatniego Piasta z linii wielkopolskiej była doskonałą partią dla każdego kandydata do korony polskiej. Nic więc dziwnego, że kiedy możnowładcy wielkopolscy w jednym ze swoich warunków objęcia tronu wobec Wacława II postawili sprawę ożenku króla czeskiego z Piastówną świeżo owdowiały Przemyślida (był o siedemnaście lat starszy) długo się nie zastanawiał i jeszcze przed swoją koronacją na króla Polski 25 lipca 1300 r. w Gnieźnie sprowadził Ryksę do Pragi.

## Ślub z Przemyślidą. Koronacja Ryksy na królową czeską i polską. Śmierć Wacława II

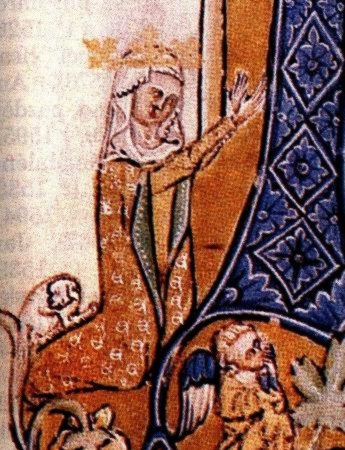
Ryksa Elżbieta, autor nieznany, XIV w.

W 1300 r. Ryksa nie osiągnęła jeszcze wieku sprawnego, wobec czego Wacław II zdecydował się poczekać z zaślubinami do osiągnięcia przez Piastównę piętnastego roku życia. Do tego czasu córką Przemysła II miała się opiekować spokrewniona z władcą czeskim wdowa po księciu krakowskim Leszku Czarnym, Gryfina. Ślub Ryksy Przemysłówny z Wacławem II Przemyślidą odbył się 26 maja 1303 r. w praskiej katedrze. Ceremonia ta została połączona z koronacją Ryksy, która z tej okazji przyjęła na życzenie męża imię Elżbieta, na królową czeską i polską. Uroczystego aktu dokonał za zgodą arcybiskupa mogunckiego i gnieźnieńskiego biskup wrocławski Henryk z Wierzbna. Pożycie małżeńskie młodej pary nie trwało zbyt długo, gdyż już dwa lata później, 21 czerwca 1305 r. Wacław II zmarł zostawiając Ryksie Elżbiecie tytułem oprawy wdowiej 20 000 grzywien srebra.

## Rządy i śmierć Wacława III. Ślub Ryksy z Rudolfem Habsburgiem. Śmierć nowo poślubionego małżonka
Rządy syna i następcy Wacława II (pasierba Ryksy) Wacława III trwały jeden rok. Jego śmierć 4 sierpnia 1306 r. w wyniku skrytobójczego zamachu, wobec wygaśnięcia głównej linii dynastii Przemyślidów, ponownie uczyniła Ryksę Elżbietę świetną kandydatką na żonę dla kandydata na opróżniony tron czeski i polski. Nowym władcą został ostatecznie syn króla rzymskiego Albrechta I Habsburga Rudolf III Habsburg, który w celu umocnienia swojej pozycji 16 października 1306 r. poślubił w Pradze młodziutką wdowę po Wacławie II. Zdaniem współczesnych mu dziejopisów, Rudolf prawdziwie pokochał swoją żoną. Jak czytamy u Ottokara Stryjskiego, zakochał się namiętną miłością w pięknej, siedemnastoletniej królowej-wdowie Ryksie. Jednak również to małżeństwo nie trwało zbyt długo, gdyż już 3 lipca 1307 r. Rudolf, nie zdoławszy uporać się nawet z wewnętrzną opozycją, zmarł po krótkiej chorobie. Także śmierć drugiego męża przyniosła Piastównie okrągłą sumę 20 000 grzywien srebra. W wieku niespełna dziewiętnastu lat Ryksa Elżbieta została już dwukrotną wdową.

## Ryksa królową w nadgranicznym Hradcu
Królowa za uzyskane po mężach pieniądze zdecydowała się ostatecznie wykupić w formie zastawu kilka miast położonych niedaleko wschodnich granic Czech z głównym ośrodkiem w Hradcu, który od Ryksy otrzymał wówczas przydomek Hradec Králové. Nie od razu jednak udało się objąć zakupione dzierżawy, a to na skutek skomplikowanej sytuacji politycznej w Czechach. W trwającej wojnie domowej pomiędzy Henrykiem Karynckim a bratem Rudolfa Fryderykiem Habsburgiem Ryksa Elżbieta poparła zdecydowanie swojego szwagra, w związku z czym musiała ratować się ucieczką z zajętych przez Henryka terytoriów. Dopiero w sierpniu 1308 r. królowa mogła powrócić do Hradca, gdzie w swoich dobrach zajęła się propagowaniem kultury i sztuki (z jej fundacji powstał gotycki kościół św. Ducha).

## Romans królowej z Henrykiem z Lipy. Konflikt z Janem Luksemburskim
W 1310 r. tron czeski objął nowy władca Jan Luksemburski, żonaty z córką Wacława II z pierwszego małżeństwa Elżbietą. Rządy Jana spotkały się z dość znaczną opozycją czeskich możnowładców, których zdecydowała się poprzeć również Ryksa Elżbieta. Jednym z powodów znalezienia się Ryksy Elżbiety w opozycji względem Jana Luksemburskiego była urażona duma królowej po wywyższeniu córki Wacława II, a swojej pasierbicy, Elżbiety. Drugim była osoba lidera antyluksemburskiej opozycji, najwyższego marszałka, Morawianina Henryka z Lipy, z którym królowa rozpoczęła ścisłą współpracę. Wkrótce pomiędzy Ryksą a Henrykiem wywiązał się romans, który z powodów politycznych nie mógł jednak zakończyć się ślubem zakochanych (chodziło tu nie tylko o nierówność stanów, ale także fakt, że ewentualne małżeństwo spowodowałoby możliwość wystąpienia Henryka z Lipy z pretensjami do tronu). W celu osłabienia pozycji potężnego możnowładcy w 1315 r. Jan Luksemburski pozbawił Henryka wszystkich urzędów i zdecydował się na jego uwięzienie. Pozycja królowej była jednak w Czechach na tyle silna, że Jan, nie chcąc ryzykować wojny domowej, w kwietniu 1316 r. ostatecznie zwolnił Henryka z więzienia.

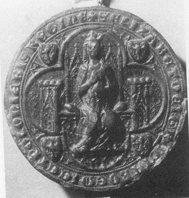
Pieczęć królowej-wdowy

## Wydanie córki Agnieszki za mąż za Henryka jaworskiego. Ugoda z Janem i sprzedaż Hradca
Pomimo tych pojednawczych gestów ze strony Luksemburga, Ryksa kontynuowała swoją niezależną politykę wydając w 1317 r. swoją jedyną córkę za mąż za księcia jaworskiego Henryka, który w celu zabezpieczenia pozycji teściowej wprowadził do Hradca swoją załogę wojskową. Niespodziewanie już rok później doszło w wyniku pośrednictwa króla rzymskiego Ludwika Bawarskiego do podpisania ugody w Domažlicach, na mocy której Henryk z Lipy wrócił do łask Jana Luksemburskiego (odzyskał urząd najwyższego marszałka, a w 1321 r. został morawskim hetmanem ziemskim), a królowa sprzedała swoje dobra we wschodnich Czechach i osiedliła się razem z ukochanym w Nowym Brnie. Stosunki pomiędzy Janem a Ryksą od tej pory układały się poprawnie, a nawet można zauważyć pewną słabość króla czeskiego względem Piastówny, co ujawniło się chociażby w fakcie zatwierdzenia i rozszerzenia nadań córki Przemysła II wobec klasztoru cysterek na Morawach.

## Śmierć Henryka z Lipy. Wstąpienie Ryksy do klasztoru
26 sierpnia 1329 r. zmarł Henryk z Lipy, co Ryksa Elżbieta niezwykle przeżyła. Zdecydowała się wtedy ostatecznie wstąpić do klasztoru starobrneńskiego, który tak hojnie wyposażyła. Cztery lata później razem z córką Agnieszką udała się na długą pielgrzymkę po sanktuariach Nadrenii, z której wróciła po kilku miesiącach.

## Śmierć córki Przemysła II
Ryksa Elżbieta (zwana w literaturze czeskiej piękną Polką) zmarła 19 października 1335 r., w wieku 47 lat, w klasztorze cysterek w Starym Brnie i została pochowana u boku swojego ukochanego Henryka z Lipy. W swoim testamencie poczyniła różne zapisy na rzecz instytucji kościelnych w Czechach i Polsce (zwłaszcza w Poznaniu).

## Genealogia

### Wywód rodowodowy
| Prapradziadkowie | książę Odon Mieszkowic (?–1194) ∞ Wyszesława halicka (1167–1194)     | NN ∞ NN                                                              | książę Henryk I Brodaty (1165–1238) ∞ Jadwiga Śląska (?–1243)         | król Czech Przemysł Ottokar I (1155–1230) ∞1198 Konstancja węgierska (1180–1240) | Magnus Minnesköld ∞ Ingrid Ylva                                                 | król Szwecji Eryk X Knutsson (?–1216) ∞ Ryksa (?–1221)                          | król Danii Waldemar II Zwycięski (1170–1241) ∞ Berengaria portugalska (1195–1221) | książę Saksonii Albrecht I Askańczyk (1175–1261) ∞1222 Agnieszka Austriaczka    |
| Pradziadkowie | książę Władysław Odonic (1190–1239) ∞1218 Jadwiga (?–1249)           | książę Władysław Odonic (1190–1239) ∞1218 Jadwiga (?–1249)           | książę Henryk II Pobożny (?–1241) ∞1214 Anna Przemyślidka (1255–1281) | książę Henryk II Pobożny (?–1241) ∞1214 Anna Przemyślidka (1255–1281)            | jarl Szwecji Birger Magnusson (1210–1266) ∞1238 Ingeborg (?–1254)               | jarl Szwecji Birger Magnusson (1210–1266) ∞1238 Ingeborg (?–1254)               | król Danii Eryk IV Plovpenning (1216–1250) ∞1239 Judyta saska                     | król Danii Eryk IV Plovpenning (1216–1250) ∞1239 Judyta saska                   |
| Dziadkowie | książę Przemysł I (1220–1257) ∞1244 Elżbieta wrocławska (1224–1265)  | książę Przemysł I (1220–1257) ∞1244 Elżbieta wrocławska (1224–1265)  | książę Przemysł I (1220–1257) ∞1244 Elżbieta wrocławska (1224–1265)   | książę Przemysł I (1220–1257) ∞1244 Elżbieta wrocławska (1224–1265)              | król Szwecji Waldemar (I) Birgersson (1237–1302) ∞1260 Zofia duńska (1266–1339) | król Szwecji Waldemar (I) Birgersson (1237–1302) ∞1260 Zofia duńska (1266–1339) | król Szwecji Waldemar (I) Birgersson (1237–1302) ∞1260 Zofia duńska (1266–1339)   | król Szwecji Waldemar (I) Birgersson (1237–1302) ∞1260 Zofia duńska (1266–1339) |
| Rodzice | król Polski Przemysł II (1257–1296) ∞1285 Ryksa szwedzka (1265–1289) | król Polski Przemysł II (1257–1296) ∞1285 Ryksa szwedzka (1265–1289) | król Polski Przemysł II (1257–1296) ∞1285 Ryksa szwedzka (1265–1289)  | król Polski Przemysł II (1257–1296) ∞1285 Ryksa szwedzka (1265–1289)             | król Polski Przemysł II (1257–1296) ∞1285 Ryksa szwedzka (1265–1289)            | król Polski Przemysł II (1257–1296) ∞1285 Ryksa szwedzka (1265–1289)            | król Polski Przemysł II (1257–1296) ∞1285 Ryksa szwedzka (1265–1289)              | król Polski Przemysł II (1257–1296) ∞1285 Ryksa szwedzka (1265–1289)            |
| Ryksa Elżbieta (1288–1335) królowa Czech i Polski ∞ 1303 król Czech i Polski Wacław II (1271–1305) ∞ 1306 król Czech Rudolf III Habsburg (1281–1307) |                                                                      |                                                                      |                                                                       |                                                                                  |                                                                                 |                                                                                 |                                                                                   |                                                                                 |

### Potomstwo
Ryksa Elżbieta dwukrotnie wychodziła za mąż:
- Z pierwszym mężem Wacławem II miała córkę Agnieszkę (1305–1337) urodzoną 15 czerwca 1305 na kilka dni przed śmiercią ojca. Agnieszka była późniejszą żoną Henryka I jaworskiego.
- Drugie małżeństwo z Rudolfem III Habsburgiem było bezdzietne.